# Unter dem Vulkan (Film)
Unter dem Vulkan ist ein US-amerikanisches Drama aus dem Jahr 1984. Es ist die Literaturverfilmung des gleichnamigen Romans von Malcolm Lowry.

## Handlung
Cuernavaca, Mexiko: Am 1. November 1938 wird der Tag der Toten gefeiert. Für den ehemaligen britischen Konsul Geoffrey Firmin ist das kein wirklicher Grund zu feiern. Vielmehr ist der Alkoholiker in einem permanent betrunkenen Zustand. Er wartet auf die Briefe seiner Frau Yvonne, die als Schauspielerin am Theater in New York City spielt. Obwohl ihm sein Freund Dr. Vigil gut zuredet, dass sie ihm bald schreibe und alle Eheprobleme ein Ende finden werden, meint Geoffrey lediglich, dass er noch keinen erhalten hätte. Der Einzige, der sich meldete, war Yvonnes Anwalt, der ihm die Scheidung übermittelte, was nun noch ein Grund mehr sei, sich zu betrinken. Mit viel Tequila und wenig Würde verbringt Geoffrey daraufhin den Abend in der Kneipe und bei einem offiziellen Fest der Botschaft. Nachdem er sich öffentlich blamiert, wird er von Dr. Vigil in die Kirche gezerrt, wo er zur Heiligen Jungfrau Maria beten soll. Geoffrey weigert sich anfangs und lässt sich dann doch überreden. Er betet, dass seine geliebte Yvonne zu ihm zurückkehren möge.
Yvonne ist bereits unterwegs. Nach langer Schiffs- und Flugreise kommt sie am nächsten Morgen mit dem Bus an. Schnell findet sie ihren Mann in dessen Stammkneipe, wo er betrunken von alten Kriegsgeschichten erzählt. Er lädt sie zu einem Drink ein. Sie lehnt ab und beide spazieren nach Hause. Dabei erzählt sie, dass ihr Theaterengagement endete. Sie sei nun zurückgekehrt, um wieder mit ihrem Mann zu leben, wobei sie eigentlich aus Mexiko weg will. Zuhause angekommen lädt er sie erneut zu einem Drink ein, aber sie will nicht. Beide nähern sich an und nach einem leidenschaftlichen Kuss versichert Geoffrey, dass er alles tun würde, wenn sie nur zu ihm zurückkommen würde. Selbst mit dem Alkohol würde er aufhören. Aber sie will nicht mit ihm in Mexiko leben. Also nutzt er die Zeit ihrer Abwesenheit, um verzweifelt nach Alkohol zu suchen. Irgendwo in seinem verwilderten Garten findet er anschließend eine versteckte Flasche Tequila.
Derweil erscheint Geoffreys Halbbruder Hugh, der erst vor kurzer Zeit aus dem Spanischen Bürgerkrieg zurückgekehrt ist. Er versucht sich nun als Journalist und weiß noch nicht, was er sonst noch aus seinem Leben machen soll. Er fragt Yvonne, wie es mit der Ehe steht. Sie weiß es nicht, aber sei vorerst zurückgekehrt, wobei sie sich nichts sehnlicher wünsche, als sich mit Geoffrey aus Mexiko zurückzuziehen, um vielleicht abgeschieden von der Zivilisation auf einer Farm zu leben. Er versichert ihr, dass Geoffrey sie immer noch liebe und dass er ihre Briefe in der Innentasche seines Jackets nahe seinem Herzen trage. Da mache es auch keinen Unterschied, dass Geoffrey als Wrack wieder nach Hause kommt. Er liebe sie sicherlich noch. Zu dritt machen sie sich dann auf dem Weg zum Bus, um zum großen Fest zu fahren. 
Als sie anschließend ankommen, essen sie gemeinsam. Hugh beeindruckt das mexikanische Volk als Stierkämpfer in der kleinen lokalen Arena und Yvonne bittet Geoffrey, doch mit ihr aus Mexiko wegzuziehen. Geoffrey gefällt scheinbar die Idee, mit ihr auf einer Farm zu wohnen. Doch aus Enthusiasmus wird schnell Sarkasmus, bis er Hugh und Yvonne den Vorwurf macht, miteinander zu schlafen. Das habe ihn erst in den Alkoholismus getrieben. Er spüre in sich eine gewisse Unausgeglichenheit und nur der Alkohol könne ihn wieder ausgeglichener machen. Yvonne fleht ihn an, wieder seine Frau sein zu dürfen. Doch Geoffrey fragt sich, wo sie je eine Frau zu ihm war. Während Hugh und Yvonne noch geschockt sind, nutzt Geoffrey die Zeit, nimmt sich eine Tequilaflasche, betrinkt sich und fährt mit dem Bus weiter. Yvonne und Hugh folgen ihm.
Geoffrey fährt zu einer Kneipe, wo er nicht nur Prostituierte, sondern auch jede Menge weiteren Alkohol vorfindet. Er betrinkt sich und entdeckt zufällig all die Briefe, die Yvonne ihm schrieb. Er öffnet und liest sie. Dabei muss er feststellen, dass nicht Yvonne ihn mehr liebt und die Scheidung will, sondern dass er durch sein Verhalten Yvonne hat glauben lassen, dass er sie nicht mehr liebe und die Trennung will. Geoffrey ist betrunken und schockiert. Sie liebt ihn genauso wie er sie liebt. Aber all sein Verhalten. Darauf gibt es nur eine Antwort: Noch mehr Alkohol. Er betrinkt sich weiter und besorgt sich eine Hure. Kurz darauf erscheinen Yvonne und Hugh ebenfalls in der Kneipe, wobei sie schockiert und unter Tränen erfahren muss, dass Geoffrey sie gerade betrügt. Heulend verlässt sie die Bar.
Nach einer Weile erwacht auch Geoffrey aus seinem Rausch. Er ist immer noch angetrunken und torkelt aus dem Etablissement heraus. Draußen sieht er ein weißes Pferd, das er lange begutachtet und streichelt. Der Besitzer des Pferdes hält ihn für einen Pferdedieb, sodass er ihn zurück in die Bar bittet, wo er ihn mit seinen Freunden ausfragt. Betrunken gibt Geoffrey einige Antworten, die kaum der Wahrheit entsprechen. Die Mexikaner nehmen ihm sein Geld, seine Briefe und halten ihn für einen mexikanischen Spion. Sie werden aggressiv, da er sich immer wieder als William Blackstone vorstellt. Er hält ihnen vor, dass sie Mörder seien, die das Pferd stahlen. Es kommt zum Streit, sie schmeißen ihn hinaus und schießen auf ihn, wodurch das Pferd ausreißt. In der Ferne hört Yvonne die Schüsse und eilt zur Bar. Dabei wird sie vom Pferd erschlagen. Mit weiteren Schüssen wird auch Geoffrey getötet. Die Leiche wird nur noch in eine Grube getreten.

## Kritik
Vincent Canby von der New York Times lobte John Huston für „den beeindruckenden Mut, die Intelligenz und Zurückhaltung,“ mit der er diesen als unverfilmbar geltenden Roman adaptierte. Zu oft werde Betrunkenheit in Filmen überspitzt dargestellt, weswegen Canby auch Finney für dessen „außerordentlicher Feinfühligkeit, mit der er brillant die Erbärmlichkeit, Zerbrechlichkeit und Statur des Konsuls einfängt,“ lobte.
Der renommierte Filmkritiker Roger Ebert meinte, dass er mit Albert Finneys Spiel „die beste Darstellung eines Betrunkenen, die er je in einem Film gesehen“ habe. Er war vor allen Dingen davon beeindruckt, dass die Kamera nüchtern alles dokumentiere und sich nicht auf visuelle Spielereien einlasse. Er lobte auch John Huston für die Entscheidung „all die Symbole, Implikationen und Subtexte auszulassen“, um sich lediglich auf die Figur des Geoffrey Firmin zu konzentrieren.
Im Spiegel lobte Hellmuth Karasek das Schauspiel Finneys, der „die angestrengte, angespannte, fast traumtänzerische Normalität eines mehr und mehr betrunken Werdenden, bei dem sich der Suff nur in kleinen erschreckenden Einbrüchen verrät,“ spielt. Er kam auch zum Schluss, dass „dieser wunderbare, grobklotzige, feinsinnige, tapsige, elegante und plumpe Film-Konsul eine Oscar-reife Leistung“ sei.
Das Lexikon des internationalen Films meinte: „Zwar werden Kraft und Intensität der Geschichte spürbar, doch eindimensional und ohne Entwicklung nahe gebracht. So wirkt die Verfilmung des berühmten Romans am Ende vereinfacht und nicht konsequent genug, wichtige Details bleiben unklar. Was bleibt, ist dennoch außergewöhnlich: ein konsequent als großes Melodram inszenierter Film, geprägt von der erschütternden Leistung Albert Finneys.“

## Hintergrund
John Huston lebte über dreißig Jahre lang in der Nähe von Cuernavaca. Seitdem wollte er unbedingt diesen Roman verfilmen. Laut Hustons Aussage hat es über 60 unterschiedliche Drehbuchfassungen zu dem Buch gegeben, wovon er etwa 25 selbst las. Dabei war immer wieder das Problem gewesen, dass alle Drehbuchautoren versucht haben, die Symbolik des Romans einfangen zu wollen. Vielmehr wollte Huston eine Geschichte inszenieren, die sich mit der einfachen fundamentalen Geschichte des Buches beschäftigt, ohne all die Fantasien, Halluzinationen und Alpträume.
Ursprünglich bat Huston den Schauspieler Richard Burton, die Hauptrolle zu spielen. Burton war bereits erfolgreich auf Lesetour mit dem Buch, und bei der kanadischen Dokumentation Volcano: An Inquiry Into the Life and Death of Malcolm Lowry las er einige Passagen aus dem Buch. Doch Burton war gemeinsam mit Elizabeth Taylor mit dem Theaterstück Private Lies auf Amerikatournee und somit vertraglich gebunden.
Der Film startete am 12. Juni 1984 in den US-amerikanischen Kinos und konnte etwas mehr als 2,5 Mio. US-Dollar einspielen. In Westdeutschland kam er am 26. Oktober 1986 in den Kinos. Seit dem 17. Oktober 2008 ist er als deutschsprachige DVD erhältlich.
John Huston war der erste Regisseur, dem es gelang sich die Filmrechte zu sichern und das Buch erfolgreich zu adaptieren. Bereits vor ihm waren sechs Regisseure, darunter Luis Buñuel, Ken Russell, Joseph Losey, Jerzy Skolimowski und Jules Dassin gescheitert. Gemeinsam mit dem Schauspieler Zachary Scott war Dassin der erste, der sich bereits 1957 die Rechte sicherte.
Kurz vor der Veröffentlichung erschien bereits 1983 mit Der Honorarkonsul ebenfalls eine Literaturverfilmung, in der es um einen ständig betrunkenen britischen Konsul geht. Michael Caine spielte nach dem 1973 erschienenen Roman Der Honorarkonsul von Graham Greene die Figur des Charley Fortnum.
Mit Observations Under the Volcano von Christian Blackwood und Notes from Under the Volcano von Gary Conklin gibt es zwei Dokumentationen, die sich mit den Dreharbeiten des Filmes beschäftigen.

## Auszeichnungen (Auswahl)
Oscarverleihung 1985
- Bester Hauptdarsteller: Nominierung für Albert Finney
- Beste Filmmusik: Nominierung für Alex North

Golden Globe Awards 1985
- Bester Hauptdarsteller – Drama: Nominierung für Albert Finney
- Beste Nebendarstellerin: Nominierung für Jacqueline Bisset

Los Angeles Film Critics Association Awards
- Bester Hauptdarsteller: Albert Finney

London Critics’ Circle Film Award
- Bester Hauptdarsteller: Albert Finney